# 陸上自衛隊の連隊等一覧
陸上自衛隊の連隊等一覧（りくじょうじえいたいのれんたいとういちらん、List of JGSDF Regiment）は、陸上自衛隊に編成されている防衛大臣・陸上総隊・方面隊・師団・旅団隷下の連隊、大隊、群、隊（これに準ずる隊を含む）の一覧である。

## 普通科
- 第1空挺団
  - 第1普通科大隊
  - 第2普通科大隊
  - 第3普通科大隊
- 水陸機動団
  - 第1水陸機動連隊
  - 第2水陸機動連隊
  - 第3水陸機動連隊
- 北部方面対舟艇対戦車隊
- 西部方面対舟艇対戦車隊
- 第1普通科連隊
- 第2普通科連隊
- 第4普通科連隊
- 第5普通科連隊
- 第7普通科連隊
- 第8普通科連隊
- 第11普通科連隊
- 第12普通科連隊
- 第13普通科連隊
- 第14普通科連隊
- 第16普通科連隊
- 第17普通科連隊
- 第18普通科連隊
- 第19普通科連隊
- 第20普通科連隊
- 第21普通科連隊
- 第24普通科連隊
- 第25普通科連隊
- 第26普通科連隊
- 第27普通科連隊
- 第28普通科連隊
- 第30普通科連隊
- 第31普通科連隊
- 第32普通科連隊
- 第33普通科連隊
- 第34普通科連隊
- 第35普通科連隊
- 第36普通科連隊
- 第37普通科連隊
- 第38普通科連隊
- 第39普通科連隊
- 第40普通科連隊
- 第41普通科連隊
- 第43普通科連隊
- 第44普通科連隊
- 第46普通科連隊
- 第47普通科連隊
- 第48普通科連隊
- 第49普通科連隊
- 第50普通科連隊
- 第51普通科連隊
- 第52普通科連隊
- 普通科教導連隊

## 機甲科
- 機甲教導連隊

### 戦車部隊
- 西部方面戦車隊
- 第2戦車連隊
- 第5戦車隊
- 第71戦車連隊
- 第72戦車連隊
- 第73戦車連隊
- 第11戦車隊

### 偵察部隊
- 第1偵察戦闘大隊
- 第2偵察隊
- 第3偵察戦闘大隊
- 第4偵察戦闘大隊
- 第5偵察隊
- 第6偵察隊
- 第7偵察隊
- 第8偵察隊
- 第9偵察戦闘大隊
- 第10偵察戦闘大隊
- 第11偵察隊
- 第12偵察戦闘大隊
- 第13偵察戦闘大隊
- 第14偵察隊
- 第15偵察隊

### 水陸両用車部隊
- 水陸機動団
  - 水陸機動団戦闘上陸大隊

## 特科

### 野戦特科
- 第1空挺団
  - 空挺団特科大隊
- 水陸機動団
  - 水陸機動団特科大隊
- 第1特科団
  - 第1特科群
    - 第129特科大隊
    - 第131特科大隊

  - 第1地対艦ミサイル連隊
  - 第2地対艦ミサイル連隊
  - 第3地対艦ミサイル連隊
- 第2特科団
  - 西部方面特科連隊
  - 第5地対艦ミサイル連隊
  - 第7地対艦ミサイル連隊
  - 第8地対艦ミサイル連隊
- 東北方面特科連隊
- 第4地対艦ミサイル連隊
- 東部方面特科連隊
- 中部方面特科連隊
- 第2特科連隊
- 第5特科隊
- 第7特科連隊
- 第11特科隊
- 特科教導隊

### 高射特科
- 第1高射特科団
  - 第1高射特科群
  - 第4高射特科群
- 第2高射特科団
  - 第3高射特科群
  - 第7高射特科群
  - 第102高射特科隊
- 第2高射特科群
- 第5高射特科群
- 第8高射特科群
- 第1高射特科大隊
- 第2高射特科大隊
- 第3高射特科大隊
- 第4高射特科大隊
- 第5高射特科隊
- 第6高射特科大隊
- 第7高射特科連隊
- 第8高射特科大隊
- 第9高射特科大隊
- 第10高射特科大隊
- 第11高射特科隊
- 第12高射特科隊
- 第13高射特科中隊
- 第14高射特科隊
- 第15高射特科連隊
- 高射教導隊

## 情報科
- 中央情報隊
  - 情報処理隊
- 沿岸監視隊
  - 第301沿岸監視隊
  - 第302沿岸監視隊
  - 与那国沿岸監視隊
  - 北部方面移動監視隊
- 北部方面情報隊
- 東北方面情報処理隊
- 東部方面情報隊
- 中部方面情報隊
- 西部方面情報隊
- 第2情報隊
- 第5情報隊
- 第6情報隊
- 第8情報隊
- 第11情報隊
- 第14情報隊
- 第15情報隊
- 情報教導隊

## 航空科
- 中央管制気象隊
- 第1ヘリコプター団
  - 第1輸送ヘリコプター群
  - 輸送航空隊
- 北部方面航空隊
- 東北方面航空隊
- 東部方面航空隊
- 中部方面航空隊
- 西部方面航空隊
  - 第1戦闘ヘリコプター隊
- 対戦車ヘリコプター隊
- 飛行教導隊

- 第1飛行隊
- 第2飛行隊
- 第3飛行隊
- 第4飛行隊
- 第5飛行隊
- 第6飛行隊
- 第7飛行隊
- 第8飛行隊
- 第9飛行隊
- 第10飛行隊
- 第11飛行隊
- 第12ヘリコプター隊
- 第13飛行隊
- 第14飛行隊
- 第15ヘリコプター隊

## 施設科
- 第1施設団
  - 第4施設群
  - 第5施設群
  - 第306施設隊
  - 第307施設隊
- 第2施設団
  - 第10施設群
  - 第11施設群
- 第3施設団
  - 第12施設群
  - 第13施設群
  - 第14施設群
- 第4施設団
  - 第6施設群
  - 第7施設群
  - 第304施設隊
  - 第305施設隊
- 第5施設団
  - 第2施設群
  - 第9施設群

- 第1施設大隊
- 第2施設大隊
- 第3施設大隊
- 第4施設大隊
- 第5施設隊
- 第6施設大隊
- 第7施設大隊
- 第8施設大隊
- 第9施設大隊
- 第10施設大隊
- 第11施設隊
- 第12施設隊
- 第13施設隊
- 第14施設隊
- 第15施設隊
- 施設教導隊
- 教育支援施設隊

## システム通信科
- システム通信団
  - 中央野外通信群
  - 通信保全監査隊
- 電子作戦隊
- 北部方面システム通信群
- 東北方面システム通信群
- 東部方面システム通信群
- 中部方面システム通信群
- 西部方面システム通信群

- 第1通信大隊
- 第2通信大隊
- 第3通信大隊
- 第4通信大隊
- 第5通信隊
- 第6通信大隊
- 第7通信大隊
- 第8通信大隊
- 第9通信大隊
- 第10通信大隊
- 第11通信隊
- 第12通信隊
- 第13通信隊
- 第14通信隊
- 第15通信隊
- 通信教導隊

## 武器科
- 高射直接支援大隊
- 不発弾処理隊
- 弾薬大隊
- 武器教導隊

## 需品科
- 需品教導隊

## 輸送科
- 陸上自衛隊中央輸送隊
- 北部方面輸送隊
- 東北方面輸送隊
- 東部方面輸送隊
- 中部方面輸送隊
- 西部方面輸送隊

## 警務科
- 中央警務隊
- 北部方面警務隊
- 東北方面警務隊
- 東部方面警務隊
- 中部方面警務隊
- 西部方面警務隊

## 会計科
- 陸上自衛隊中央会計隊
- 北部方面会計隊
- 東北方面会計隊
- 東部方面会計隊
- 中部方面会計隊
- 西部方面会計隊

## 衛生科
- 対特殊武器衛生隊
- 北部方面衛生隊
- 東北方面衛生隊
- 東部方面衛生隊
- 中部方面衛生隊
- 西部方面衛生隊
- 衛生教導隊

## 化学科
- 中央特殊武器防護隊
- 第1特殊武器防護隊
- 第2特殊武器防護隊
- 第3特殊武器防護隊
- 第4特殊武器防護隊
- 第5化学防護隊
- 第6特殊武器防護隊
- 第7化学防護隊

- 第8特殊武器防護隊
- 第9化学防護隊
- 第10特殊武器防護隊
- 第11特殊武器防護隊
- 第12化学防護隊
- 第13特殊武器防護隊
- 第14特殊武器防護隊
- 第15特殊武器防護隊
- 化学教導隊

## 音楽科
- 中央音楽隊
- 北部方面音楽隊
- 東北方面音楽隊
- 東部方面音楽隊
- 中部方面音楽隊
- 西部方面音楽隊

## 諸職種混成
- 陸上総隊
  - システム通信団
    - サイバー防護隊
    - システム開発隊

  - 中央即応連隊
  - 特殊作戦群

- 即応機動連隊
  - 第3即応機動連隊
  - 第6即応機動連隊
  - 第10即応機動連隊
  - 第15即応機動連隊
  - 第22即応機動連隊
  - 第42即応機動連隊

- 第1空挺団後方支援隊
- 水陸機動団後方支援大隊
- 北部方面後方支援隊
- 東北方面後方支援隊
- 東部方面後方支援隊
- 中部方面後方支援隊
- 西部方面後方支援隊
- 第1後方支援連隊
- 第2後方支援連隊
- 第3後方支援連隊
- 第4後方支援連隊
- 第5後方支援隊
- 第6後方支援連隊
- 第7後方支援連隊
- 第8後方支援連隊
- 第9後方支援連隊
- 第10後方支援連隊
- 第11後方支援隊
- 第12後方支援隊
- 第13後方支援隊
- 第14後方支援隊
- 第15後方支援隊
- 離島警備部隊
  - 対馬警備隊
  - 奄美警備隊
  - 宮古警備隊
  - 八重山警備隊
- 陸上自衛隊中央業務支援隊
- 陸上自衛隊会計監査隊
- 富士学校
  - 部隊訓練評価隊
- 陸上自衛隊教育訓練研究本部
  - 訓練評価支援隊
- 方面指揮所訓練支援隊
  - 北部方面指揮所訓練支援隊
  - 東北方面指揮所訓練支援隊
  - 東部方面指揮所訓練支援隊
  - 中部方面指揮所訓練支援隊
  - 西部方面指揮所訓練支援隊